# Crayon Shin-chan: Arashi o yobu - Utau ketsudake bakudan
Crayon Shin-chan: Arashi o Yobu: Utau Ketsudake Bakudan! (クレヨンしんちゃん 嵐を呼ぶ 歌うケツだけ爆弾! Kureyon Shinchan: Arashi o Yobu: Utau Ketsudake Bakudan!) là một bộ phim anime 2007. Đây là phim thứ 15 dựa trên manga và anime hài Crayon Shin-chan.
Phim được công chiếu ở các rạp Nhật Bản vào ngày 21 tháng 4 năm 2007.

## Phòng vé
Hiệp hội các nhà sản xuất phim ảnh Nhật Bản đã công bố bảng thống kê doanh thu phòng vé cuối cùng của Crayon Shin-chan Movie 15: Arashi wo Yobu Utau Ketsu dake Bakudan! thu về 1,55 tỷ yên (14,5 triệu đô la Mỹ) và được xếp hạng là phim hoạt hình có doanh thu cao thứ năm trong năm 2007.